# 킬키스
킬키스(그리스어: Κιλκίς, 불가리아어: Кукуш 쿠쿠시)는 그리스 북부에 위치한 도시로, 중앙마케도니아 주에 속하는 현인 킬키스 현의 현청 소재지이며 면적은 1,581.2km2, 높이는 280m, 인구는 56,336명(2001년 기준), 인구 밀도는 36명/km2이다.
중세 시대 때 동로마 제국과 불가리아 제국 사이에 의해 도시의 주권이 여러 차례 바뀌었으며 1430년 오스만 제국에 정복되었다. 1912년 제1차 발칸 전쟁 때 불가리아에 점령되었고 1913년 제2차 발칸 전쟁 때 그리스에 점령되었다. 그리스-터키 전쟁 당시 소아시아 출신 그리스인들이 유입되었다.